# Urbanisme medieval

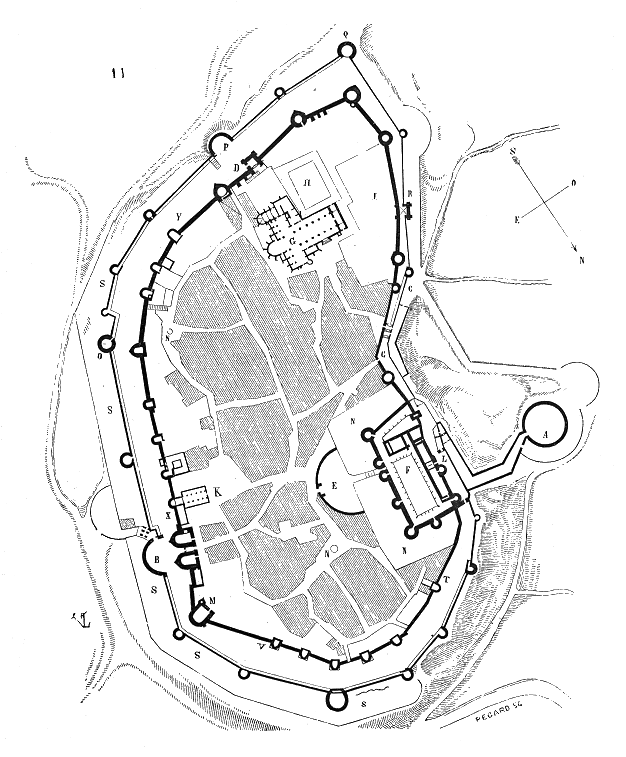
Pla de Carcassona en el.

La urbanística medieval es refereix a l'ordenació urbana existent a les ciutats durant l'edat mitjana, que tindran una forma urbana característica: compacta, emmurallada, i amb un habitatge típic, la casa gòtica.
La ciutat medieval apareix com a lloc tancat dins del paisatge agrícola i forestal, servint de fortalesa defensiva i refugi dels habitants i camperols de l'entorn, alhora que constitueix el mercat de l'àrea d'influència. Aquestes ciutats es van desenvolupar amb l'expansió agrícola iniciada al segle xii que va generar prosperitat econòmica i va afavorir els intercanvis comercials que es realitzaven en nuclis urbans ja existents, encara que despoblats des de la fi de l'Imperi Romà. Aquests intercanvis també es duien a terme en els castells i en els monestirs del feu, especialment si estaven situats en alguna ruta comercial transitada o tenia port.
A aquests centres acudien els camperols a vendre els seus excedents (cereals, fruites, carn, etc), alhora que compraven articles d'ús quotidià elaborats pels artesans (eines, ceràmica, roba, etc). Per això el comerç ha estat caracteritzat com la seva funció principal, i per aquest motiu es va requerir que hi hagués disposició de places o espais públics per poder fer tasques de mercat. A poc a poc els artesans i comerciants van anar establint-se allà, creant nous barris plens de tallers i establiments comercials d'artesans i mercaders anomenats burgs, per això als habitants d'aquestes naixents ciutats se'ls anomenaven burgesos. És així que la burgesia amb el temps aconsegueix constituir una nova classe social la riquesa de la qual no està lligada a la possessió de terres però, amb el pas del temps, alguns es van anar fent rics i pròspers, cosa que va fer que alhora acumulessin més poder. Aquest fet va fer que es produís dins aquesta classe social una divisió.
Les ciutats medievals estaven envoltades d'altes murallas per a la seva protecció i algunes comptaven amb una fortalesa construïda dins del recinte de la ciutat coneguda com a ciutat. A les portes es cobraven els impostos sobre les mercaderies que entraven a la ciutat. Les portes es tancaven a la nit però al dia estaven obertes. Els edificis més destacats eren la catedral, la casa consistorial, la universitat, la llotja, les Esglésies i convents, les hostatgeries, els hospitals i els palaus d'alguns nobles i burgesos. La ciutat es dividia en barris, cadascun amb la seva parròquia. Disposaven d'un gran espai obert, la plaça del mercat, on els comerciants i camperols instal·laven les seves paradetes i on tenien lloc els principals esdeveniments de la ciutat: les representacions dels artistes, les celebracions festives i els ajusticiaments. La resta de l'espai estava ocupat per un eixam d'habitatges que propiciaven carrers estrets i tortuosos, després dels quals, es trobaven petits hort i corrals.
L'ambient de les ciutats era en general insalubre, però variava depenent de cada ciutat. Algunes ciutats i viles estaven empedrades i pavimentades, era molt comú el paviment de Cant rodat còdols i llambordes, unes poques ciutats van continuar la tradició romana de l'opus spicatum com es pot veure a la Piazza del Campo de Siena, unes altres no comptaven amb paviment en absolut i els carrers es trobaven totalment enfangats. Les deixalles es llançaven en abocadors extramurs coneguts com a buidadors. La xarxa de sanejament consistia en una sèrie de canals, de vegades coberts amb lloses i d'altres al descobert, que servien tant per canalitzar les aigües residuals com per drenar l'aigua de pluja cap a cossos d'aigua fora de la ciutat, com rius o llacs. En algunes ciutats es van seguir utilitzant les clavegueres, els aqüeductes i els banys d'origen romà. Per elles corretejaven també els animals domèstics (gallines, porcs, etc.) que posseïen alguns habitants. Per tot això, les malalties eren freqüents. Molts habitatges comptaven amb estructures o elements de fusta el que sumat a l'ús d'espelmes per a la il·luminació produïa nombrosos incendis.
Un exemple de la ciutat medieval és la ciutat d'Angers, on la muralla de l'Imperi Baix ha estat edificada al final del segle iii o al començament del segle iv, cercant un sector incloent la catedral, la residència del bisbe, el forum antic (esmentat en funcionament per les Fórmules d'Angers del segle vi i probablement un centre de poder - el comte d'Angers hi residia molt abans de 851. La ciutat d'Angers ha format el nucli del desenvolupament urbà, al voltant del qual els barris s'han desenvolupat.

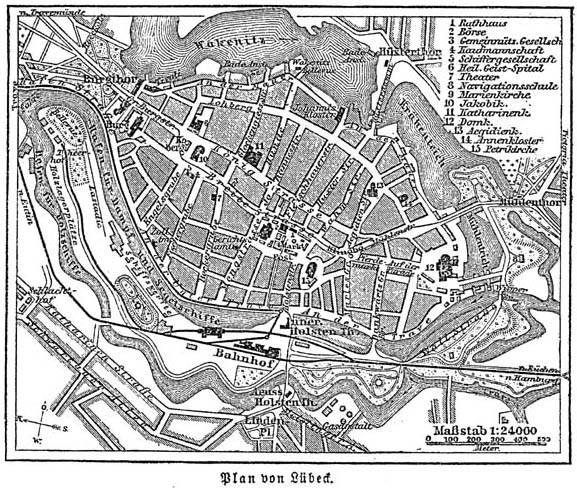
Ciutat medieval de Lübeck.

## Alta Edat Mitjana

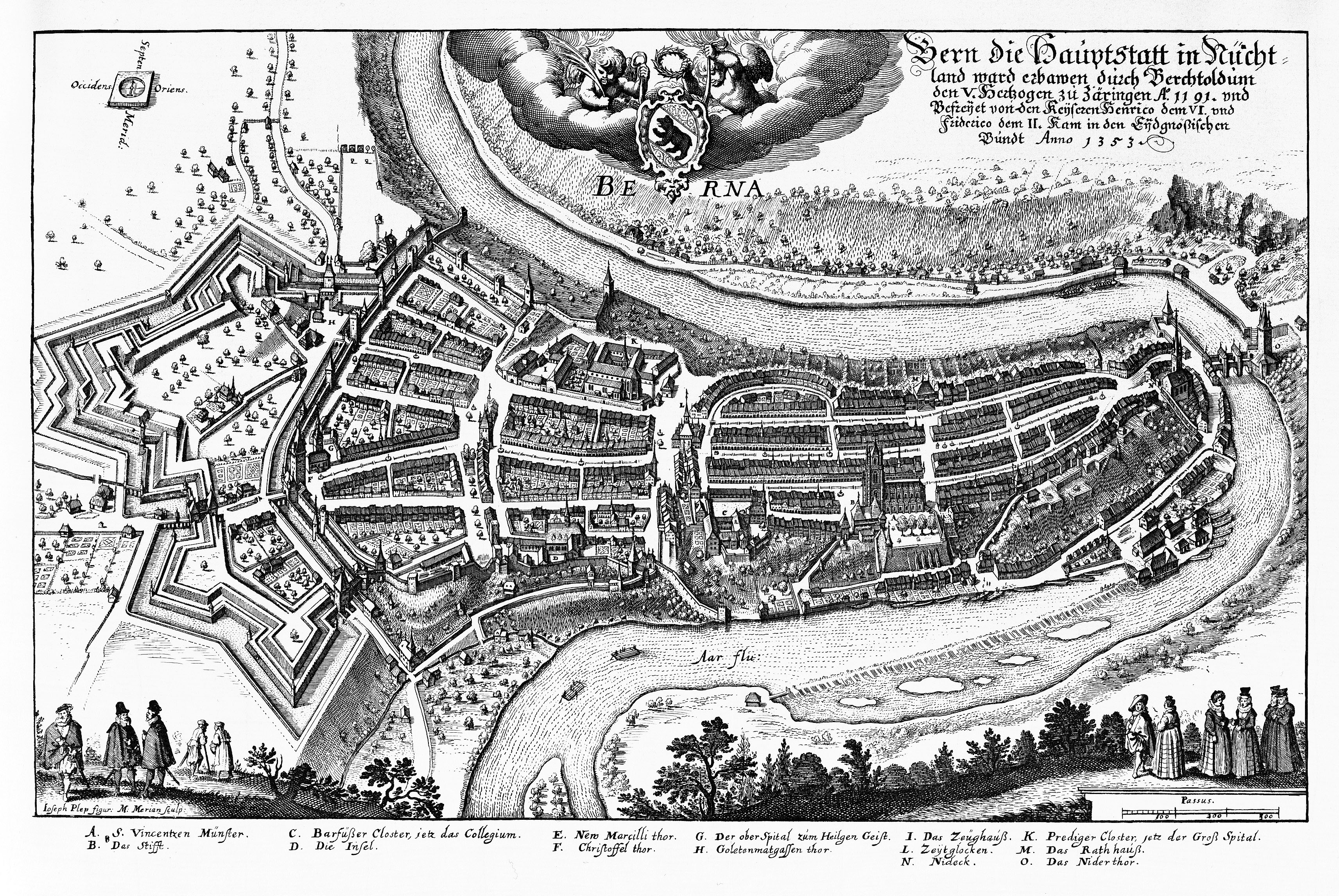
Plànol de Berna on s'observa el carrer principal (Gerechtigkeitsgasse) i les ampliacions de la muralla.

Durant l'Alta Edat Mitjana, caracteritzada per les successives onades d'invasions que es van succeir fins al segle x (germans, musulmans, vikings, hongaresos), va continuar el procés de ruralització, que es remunta a la crisi del segle III i s'imposa el feudalisme. La principal autoritat en les decaigudes ciutats romanes va ser la del bisbe. En canvi, a l'Europa bàrbara, on no va arribar l'Imperi Romà, té lloc en aquests segles una lenta extensió de les formes pròpies de la civilització romana-cristiana, i el sorgiment de noves ciutats.
Per regla general, als voltants del segle iv, les ciutats antigues han conegut una retractació del seu domini espacial dins un sector fortificat (el castrum), que contenia els centres polítics (forum, cúria...) i religiosos (catedral, residència episcopal), de vegades la seu de l'autoritat civil.
Al burg sorgeixen activitats diferents de les agrícoles, floreix una economia monetària i l'especialització dels treballs (gremis). La ciutat és ara un marc heterogeni on l'home rural s'allibera de la seva dependència ancestral (servitud feudal), gràcies a l'anonimat (Stadtluft macht frei -l'aire de la ciutat et fa lliure-) ia les possibilitats que ofereix la ciutat com a centre de producció dels diferents sabers de l'època. Les universitats van jugar a partir dels segles segle xii i segle xiii un paper destacat en el desenvolupament de la cultura a les ciutats, el que es reflecteix en els conjunts urbans que hi apareixen.

## Baixa Edat Mitjana

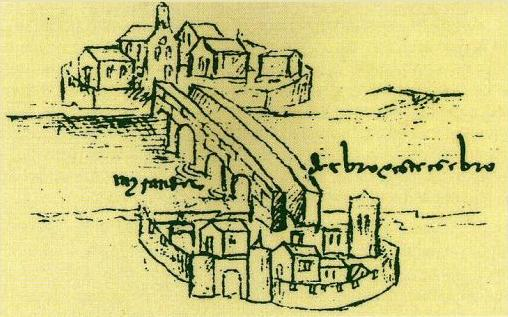
Representació de la vila medieval i fortalesa de Miranda d'Ebre (1487 i 1497).

Les ciutats més pròsperes de la Baixa Edat Mitjana degueren el seu desenvolupament al comerç a llarga distància, que reconstituí les seves rutes a partir de les Creuades i l'avenç dels regnes cristians enfront dels musulmans a la Reconquesta i el sud d'Itàlia (normands a Sicília). Això va permetre que ciutats-estat del nord d'Itàlia com Venècia, Pisa i Gènova experimentessin un gran auge, i de forma similar altres ports del Mediterrani Occidental com Nàpols, Barcelona, València o Marsella.
Constantinoble va seguir sent la ciutat cristiana més poblada i important, per davant de les més modestes capitals occidentals, de les quals les majors eren Roma i París. Al nord d'Europa es van desenvolupar les ciutats hanseàtiques del Bàltic i el Mar del Nord (Hamburg, Lübeck) que arribaven a la seva influència fins al sud d'Anglaterra (Londres) i les riques ciutats de Flandes (Bruges, Anvers); que al seu torn es connectaven pel Rin (Colònia, Basilea) i les fires de la Xampanya amb Milà i la resta de les ciutats italianes.
El control de l'estret de Gibraltar va permetre la ruta marítima que connectava el nucli italià amb el flamenc a través de Sevilla, Lisboa i els ports castellans del cantàbric (Santander, Laredo, Bilbao), connectats a través de Burgos a l'interior de la Meseta, on es van obrir rutes paral·leles a les de la Mesta (Valladolid, Segòvia, Toledo) i les fires de Medina del Campo.
Per la seva banda, la ciutat islàmica es caracteritza pel caràcter privat. Els carrers de formes irregulars i intricats, semblen amagar la ciutat al visitant. Una cosa molt particular de la ciutat islàmica és que la vida dels seus habitants transcorre dins de casa seva. Aquestes ciutats solen estar emmurallades i contenen un nucli principal constituït per la “Medina”, on se situa la Mesquita major i els principals carrers comercials. A continuació hi ha els barris residencials i finalment els barris del raval, diferenciats per activitats gremials. Altres elements d'interès de la ciutat islàmica són els banys, el soc i els jardins palatins.

## De la ciutat medieval a la ciutat renaixentista: Florència

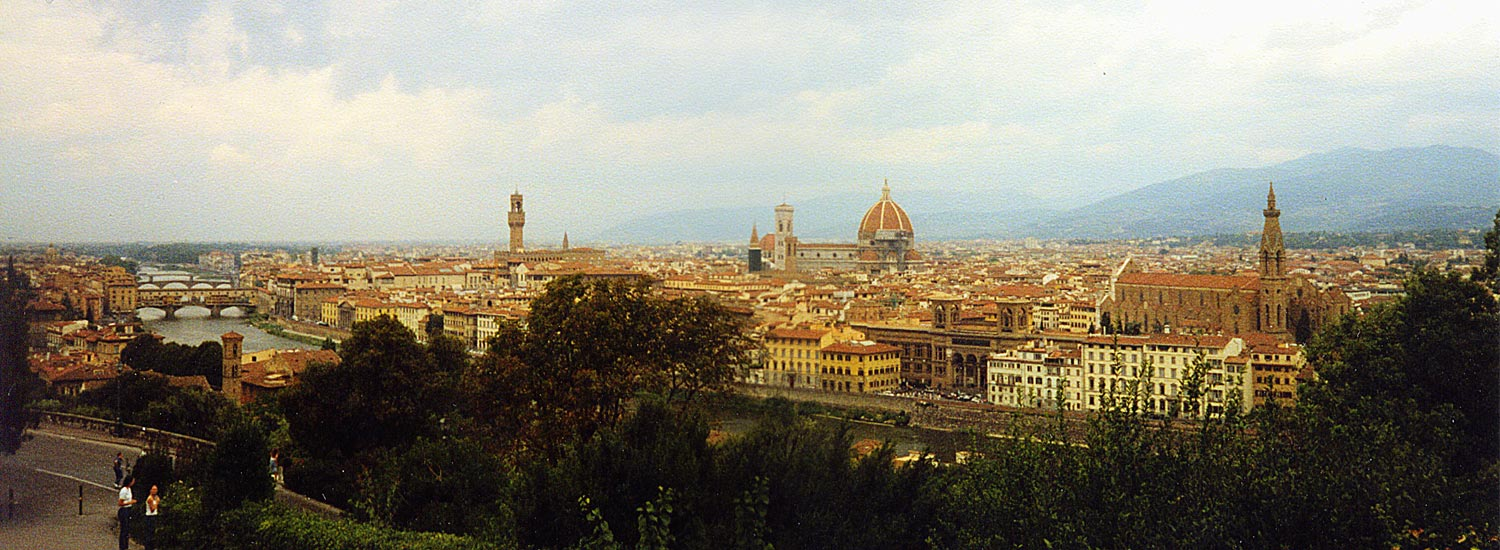
Vista global de Florència.

Florència havia patit una forta contracció de la seva extensió després de la caiguda de l'Imperi romà. En el període carolingi s'expandirà, arribant a estendre cinc vegades les seves muralles, i construint multitud de ponts sobre l'Arno. Amb l'aparició de les ordes mendicants es revaloritzaran els edificis religiosos existents i se'n construiran de nous fora de les muralles, al voltant dels quals creixeran nuclis urbans, que quedaran tancats en les successives ampliacions. Seran aquestes ordres religioses les que es converteixin en promotores de l'edificació als terrenys vacants. En aquesta època, la Comuna Florentina començarà a promoure els espais públics (calçades, carrers, places, catedrals...) establint comunicació entre els elements importants de la ciutat. Així, es durà a terme una planificació urbanística al voltant d'aquests elements, cercant l'aprofitament més gran de les finques per obtenir el rendiment econòmic més gran. A partir d'aquí es portaran a terme els processos constructius més destacats: la cinquena muralla, palaus, places, noves vies... coincidint amb els començaments del Renaixement.

## Condicionants de la ciutat medieval
L'aparició de la ciutat medieval vindrà donada per una sèrie de condicionants.
El feudalisme: els membres de la societat feudal s'agrupen de forma jeràrquica. Per mantenir la protecció tan econòmica i social com militar a les petites indústries agrícoles dels senyors feudals s'estableixen petits nuclis urbans.
L'Església: les ciutats medievals s'agruparan també entorn de seus episcopals i monestirs. No ho faran amb una planimetria definida, sinó que dependrà de la importància de l'assentament religiós.
El comerç: amb el ressorgiment del comerç, sobretot al nord d'Itàlia (Florència, Pisa, Siena...) i a la Lliga Hanseàtica, ressorgirà també la vida urbana. Apareixeran també ciutats a la costa mediterrània a causa de les rutes comercials amb Orient, i a Centreeuropa. Amb l'aparició de les rutes comercials, es creen ciutats-peatge on la burgesia comercial podia desenvolupar la seva tasca, separades entre si, no més d'un dia de viatge per estar comunicades.
D'entre totes les ciutats d'Europa occidental, la primera on torna a sorgir el comerç, després de la caiguda de l'Imperi Romà i després de parèntesi que van suposar les invasions d'hordes musulmanes en el segle viii, és Venècia. Són destacables les implicacions de caràcter humà. Les ciutats no s'haurien creat, no haurien passat de llogarets compostos per serfs dedicats al cultiu i la ramaderia per als senyors de la terra, si el comerç no hagués florit.
El govern de les ciutats

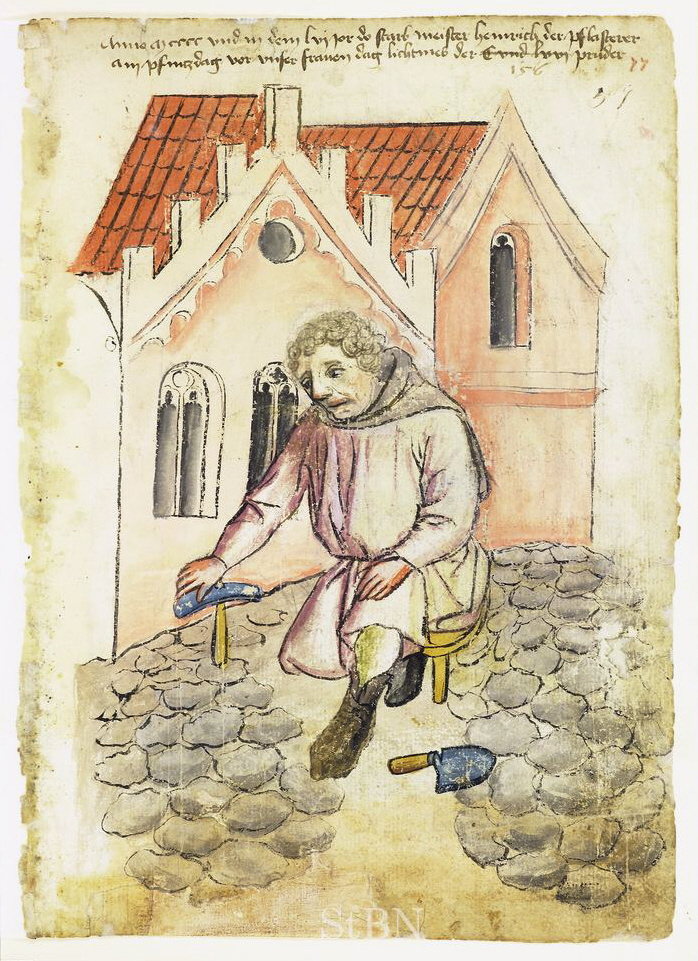
Un paleta pavimentant un sòl amb llambordes, França,.

Els burgesos tenien algunes aspiracions:
- Poder organitzar ells mateixos les ciutats i el seu govern
- Lliurar-se del domini dels senyors feudals.
- Tenir llibertat per viatjar, fer negocis i de desenvolupar activitats comercials
- Tenir propietats, possibilitat d'heretar i llibertat per poder casar-se amb qui volgués.

Les cartes de privilegis
Els monarques, als quals els interessava reduir el poder feudal, recolzaven els burgesos pel que els van concedir cartes de privilegi, també anomenades de franquícia o furs, que eren uns documents que fixaven les seves llibertats i els alliberaven del sotmetiment al senyor feudal. A canvi, la ciutat pagava uns impostos al rei que utilitzava per sufragar les seves lluites contra la noblesa i per augmentar els seus dominis.

## La forma urbana
Siguin d'origen espontani o planificat, tenen una tipologia edificatòria comuna, distingint-s'hi les parts següents:
Muralla

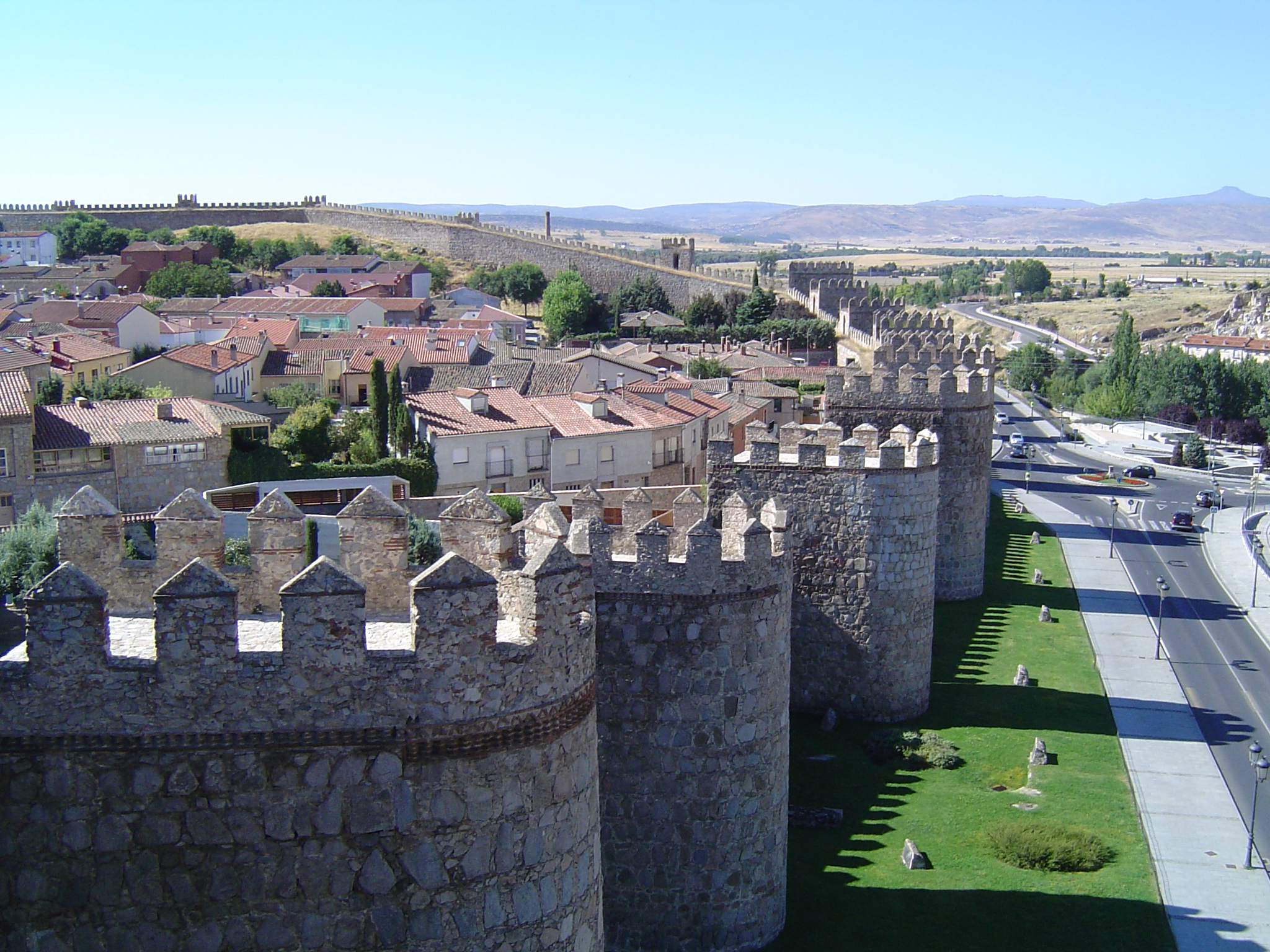
Muralles medievals d'Àvila.

La muralla és l'element delimitant de la ciutat, i crea al seu interior un àmbit legal i jurídic. Si la ciutat creix, la muralla es pot expandir, en anells concèntrics. Posseïa dues funcions: una funció militar defensiva i una altra, l'econòmica, en cobrar-se aranzel és a les portes.
En el segle xiii apareixen convents fora de les muralles, al voltant dels quals es crearan nous barris. En el segle xvi, en normalitzar-se l'ús de la pólvora, es construirà un altre tipus de muralla, seguint l'anomenada traça italiana.
La fortificació és la pràctica d'incrementar la capacitat defensiva d'un lloc per mitjà d'obres de protecció, tant simples com una barricada o parapet o tan elaborades com una ciutadella. Per extensió s'anomena fortificació a l'edificació militar construïda per servir com a defensa militar a la guerra. El terme prové del llatí fortis (fort) i facere (fer). La necessitat de fortificar, de crear defenses per a protegir-se de possibles atacs de l'enemic és tan antiga com la mateixa existència humana. Els diferents tipus de fortificació han rebut diferents denominacions, algunes amb significats pràcticament sinònims.
Les fortificacions poden ser de tipus temporal o permanent. Les temporals són proteccions construïdes de forma ràpida, amb materials poc elaborats i fàcils d'obtenir i amb l'objectiu de guarir-se de la visió i, parcialment, del foc enemic. Alguns exemples són les palissades o les barricades. Les fortificacions de tipus permanent tenen per objecte construir un espai que garanteixi la protecció de les persones i instal·lacions que hi hagi al seu interior. Estan fetes amb materials més elaborats i resistents com la pedra, formigó, acer o totxo.
Mercat
Tot el viari de la ciutat era un mercat, havent especialització gremial per zones o carrers (sabaters, argenters...). Tot i això, l'activitat comercial s'intensificarà en algunes places, porxades, en què podran coincidir diversos gremis, donant lloc a la plaça del mercat.
Església
L'església és el segon pol de la ciutat, juntament amb el mercat. La ciutat medieval es caracteritza per la bipolaritat de la plaça del mercat i la plaça de l'església, encara que no entren en conflicte entre elles, en ser-ne una únicament comercial i l'altra només social.
El gòtic no és en si mateix un estil, ni un sistema: fa servir l'arquitectura com una catedral romànica i cap dels seus elements estructurals és invenció dels constructors gòtics. L'arc ogival és una invenció de Mesopotàmia portada pels croats cap a Europa i pels vikings cap a Normandia. Era emprada en caves i llocs amagats. En un salt conceptual, es torna un estil madur en un termini de quaranta anys i, un segle més tard, ja domina tot Europa. Les catedrals i els edificis, cada cop els feien més alts. El gòtic acostuma a descriure's com a verticalitat i lluminositat. El gòtic té un mur molt prim comparat amb el romànic; hi ha els contraforts que serveixen per a sostenir els arcbotants i per a poder aguantar la volta ogival. La volta ogival es troba al sostre, és un sostre acabat amb una punta bastant alta i escarpada.
A la península Ibèrica hi ha dos models arquitectònics gòtics diferents: el gòtic francès, caracteritzat per la verticalitat i l'ornamentació, i el gòtic meridional, en què domina la línia horitzontal i l'austeritat decorativa.
L'arquitectura d'estil gòtic sorgeix d'una modificació estructural important de l'arquitectura romànica. Les construccions típiques són els castells fortificats, les torres de defensa i les catedrals. Les innovacions són, principalment:
- Voltes construïdes amb nervadures de pedra i totxo a les voltes (volta de creuer), cosa que fa que siguin més lleugeres que les voltes romàniques.
- L'arc preferencial deixa de ser l'arc de mig punt i passa a ser l'arc ogival.
- Els contraforts, a causa de les majors tensions, es transformen en arcbotants, braços externs quasi perpendiculars a la superfície de l'edifici, que sostenen la nau central en les esglésies. Els arcbotants són una mena de mitjos arcs construïts per sobre de la coberta de les naus. Amb aquesta ubicació, les pressions de les voltes més altes són transferides cap a l'exterior, cap als arcbotants, i d'aquests cap als fonaments, fent-ne possible l'equilibri. Amb voltes més altes, s'utilitzen arcbotants dobles o de doble arcada que neutralitzen les pressions del pes més gros de la volta.

Les estructures més lleugeres permeten la utilització de grans rosasses i vitralls, regularment amb escenes religioses. Predomina la verticalitat. Les plantes són en forma de creu llatina i les façanes es vesteixen d'escultures i relleus.
La massa d'habitatges
Els habitatges s'agrupen en extenses pomes de cases estretes alineades, entre mitgeres i amb un hort enrere. Així, aquestes grans pomes compten amb enormes buits interiors dedicats a cultius hortícoles. Habitualment, les hortes tenen accés a un camí de servei que transcorre per l'interior de l'illa en paral·lel als carrers que la delimiten.
La parcel·la típica serà la parcel·la gòtica, que es caracteritza per la seva estretor (de 3 a 5 metres), deguda al sistema constructiu de l'habitatge tradicional: les bigues, de fusta, no permetien assolir grans llums, per la qual cosa els murs de càrrega no poden estar molt separats entre si.
La casa medieval era, com les llars modernes, el centre de la vida familiar per a totes les classes de la societat europea. No obstant això, en contrast amb la llar d'avui dia, consistia en molts més individus que la família nuclear. Des de la casa del rei fins al més humil habitatge camperol, parents més o menys llunyans i un nombre variable de servents i dependents cohabitaven amb l'amo de la casa i la família immediata. L'estructura de la casa medieval es va dissoldre en gran part per l'adveniment de la privadesa a l'Europa moderna primerenca.

## Classificació de les ciutats

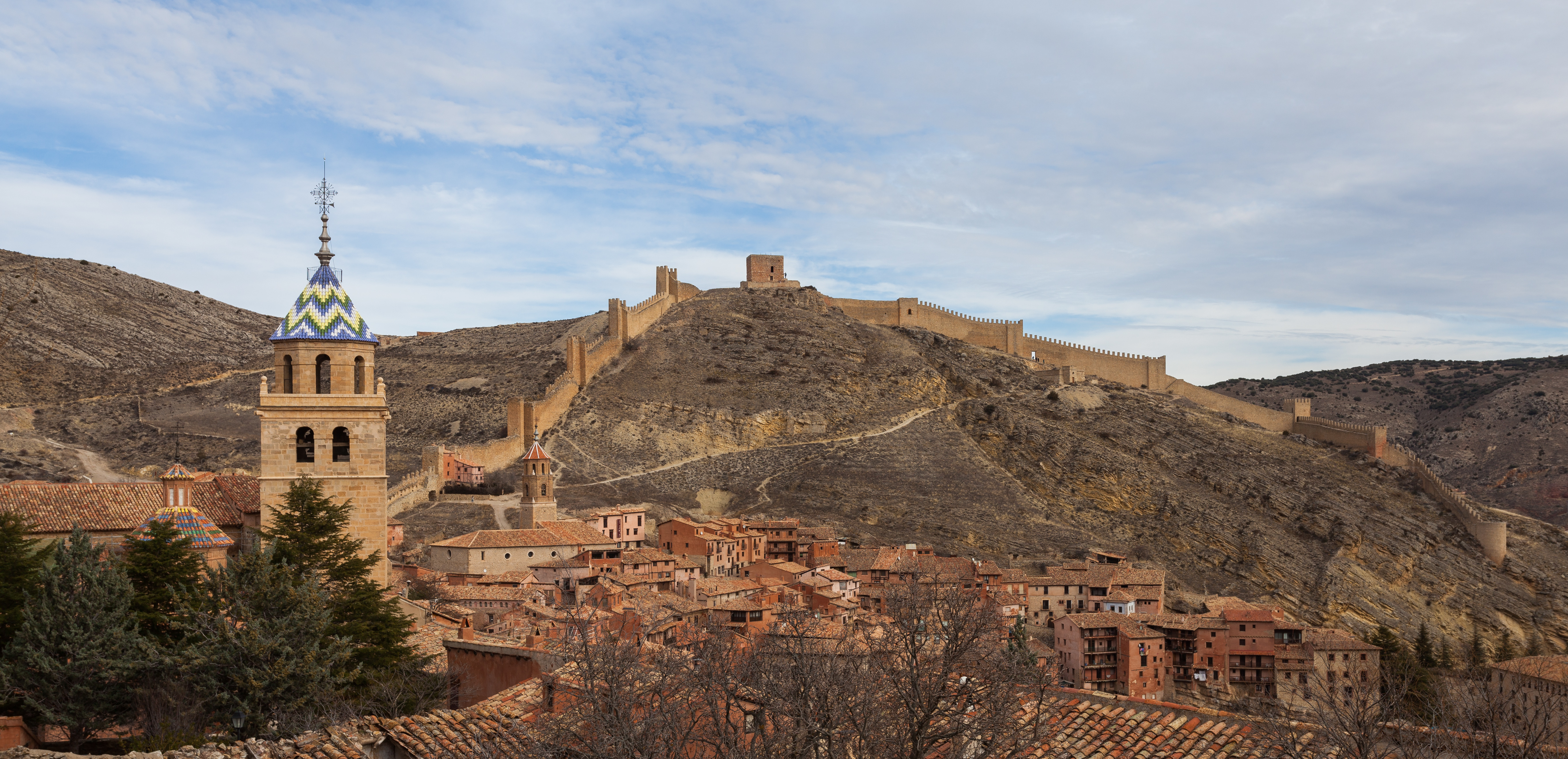
Ciutat medieval d'Albarrasí, Espanya.

En funció de la forma urbana, es pot establir una classificació:
Ciutats de creixement orgànic
Poden sorgir d'assentaments romans (Londres, Barcelona...) o llogarets tancats. Creixen espontàniament responent a un patró orgànic i irregular, adaptant-se al terreny.
Ciutats de nova planta
A l'Europa medieval es van fundar multitud de ciutats planificades per diferents motius.
- Bastides: les bastides (urbanisme) són petits nuclis rurals al voltant de grans ciutats pensats per maximitzar l'explotació agrícola d'un territori. Es desenvoluparan fonamentalment al sud de França (Concas, Mont Pasièr...), fruit de l'acord entre un senyor feudal, que proporcionava el territori, i la corona de França, que proveïa la població. El traçat del viari serà reticular, adaptat al territori, per la qual cosa poques vegades serà regular. Per promoure'n l'ocupació, els senyors feudals ofereixen incentius com la parcel·la edificable i la possibilitat exclusiva de mercadejar a l'interior i explotar els terrenys de cultiu. Una de cada tres bastides tindrà funció militar; no obstant això, ja que són assentaments agrícoles, només una petita part de la població es dedicarà a defensar-la. Com a totes les ciutats de l'època, hi seran presents la plaça del mercat i l'església, i estaran tancades amb una muralla.
- Ciutats dels Zähringen: un altre tipus de ciutats planificades, que creen els ducs de Zähringer entre 1122 i 1218 a Suïssa (Zúric, Friburg, Berna...), amb caràcter comercial. S'assenten sobre les rutes principals, al voltant d'un element principal que no serà la plaça, sinó el carrer-mercat. Aquest carrer, de més de vint metres d'amplada, recorrerà la ciutat des d'una porta fins a l'altra, creant l'antecedent de la ciutat lineal del segle xx. La parcel·la tipus imposarà el model de tributació i planejament urbà, establint com a unitat de mesura l'àrea, equivalent a cinc parcel·les (516 m²). La fortalesa se separa de la ciutat i se situa a la muralla.
- Ciutats alemanyes en creu: es reprèn el mètode romà de traçar les ciutats amb cardo i decumà, dotant al traçat en creu del simbolisme de la creu cristiana.